# Anything That Moves
Anything That Moves est un magazine littéraire, journalistique et d’actualités publié aux États-Unis de 1990 à 2002. Il s’agissait à ses débuts d’un supplément à la Bay Area Bisexual Network's Newsletter, publiée à San Francisco. Il  devint rapidement un magazine complet avec une liste d'abonnés internationale. Bien  qu’à l’origine son contenu affichait un caractère bisexuel, ses fondateurs le décrivaient comme destiné aux « FABGLITTER », un acronyme pour « Fétichistes, Alliés (ami(e)s hétéros), Bisexuels, Gays, Lesbiennes, Intersexes, Transgenres, Transsexuels Engendrant la Révolution ». 
Le nom du magazine provient du stéréotype selon lequel les bisexuels  sautent sur tout ce qui bouge (« anything that moves »). Le magazine n'a jamais soutenu la zoophilie, contrairement à une idée répandue[réf. nécessaire]. 
A.T.M visait à défier et à redéfinir les concepts de sexualité et de genre, à défier les stéréotypes et les définitions à l'emporte-pièce accolés aux bisexuels et à combattre la biphobie. Les  éditeurs ne faisaient aucun bénéfice, tout profit étant réinvesti dans le projet. La parution d’Anything That Moves cessa en février 2002.